# Magnus Nyrén

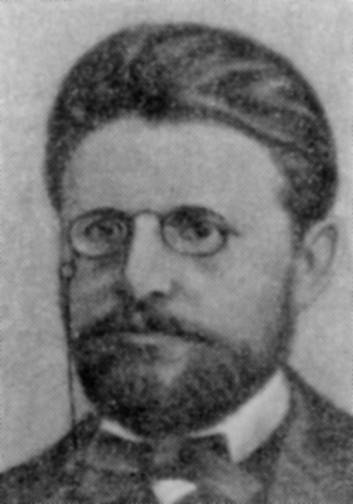
Magnus Nyrén

Magnus Nyrén (* 21. Februar 1837 in Brunskog, Provinz Värmland; † 16. Januar 1921 in Stockholm) war ein schwedischer Astronom.

## Leben
Nyrén begann 1859 sein Studium in Uppsala und kam 1868 als außeretatmäßiger Astronom ans Pulkowo-Observatorium bei Sankt Petersburg. 1871 wurde er dort Adjunkt, 1873 älterer Astronom (Observator) und 1890 für kurze Zeit Vizedirektor. In der Folge der Revolution von 1917 zog er später zurück nach Stockholm. 1898 wurde er zum korrespondierenden Mitglied der Russischen Akademie der Wissenschaften in Sankt Petersburg gewählt.
Nyrén beschäftigte sich vorwiegend mit der Stellarastronomie und bestimmte mehrere der wichtigsten astronomischen Fundamentalgrößen neu: die Präzessionskonstante, die Nutationskonstante und die Aberrationskonstante.
Seine Haupttätigkeit erstreckte sich auf die Herstellung der Fundamentalkataloge der Pulkowaer Sternwarte.

## Veröffentlichungen
- Détermination du coeffiecient constant de la précession au moyen d’étoiles de faible éclat. (1870)
- Bestimmungen der Nutation der Erdachse. (1873)
- Die Polhöhe von Pulkowa. (1873)
- Das Äquinoktium für 1865. (1877)
- L’aberration des étoiles fixes. (1883)
- Variations de la latitude de Poulkova. (1893)